# فیصل خلیل
فیصل خلیل (عربی: فيصل خليل سبيت مبارك الجنيبي؛ زادهٔ ۴ دسامبر ۱۹۸۲) یک بازیکن فوتبال اهل امارات متحده عربی است.

## باشگاهی
از باشگاه‌هایی که در آن بازی کرده‌است می‌توان به باشگاه فوتبال الاهلی امارات، باشگاه فوتبال الوصل امارات، باشگاه فوتبال الشعب امارات اشاره کرد.

## تیم ملی
وی همچنین در تیم ملی فوتبال فوتبال امارات متحده عربی بازی کرده است.